# Sala Comacina
Sala Comacina (AFI: /ˈsaːla/; Sala in dialetto comasco, AFI: /ˈsala/) è un comune italiano di 458 abitanti della provincia di Como in Lombardia.

## Origini del nome
Il toponimo avrebbe in passato indicato la Sala, ossia il luogo ove venivano raccolte le tasse dovute ai Longobardi che avevano conquistato l'Isola comacina.

## Storia
Sia durante alcuni scavi in località Colombera (1857) sia durante la costruzione del tratto di strada Regina tra Argegno e Sala (1905) sono state riportate alla luce alcune tombe di epoca romana.
Al tempo della guerra decennale, Sala era dotata di una fortificazione militare facente parte del complesso difensivo dell'Isola Comacina.
Gli annessi agli Statuti di Como del 1335 riportano i “comunia et vicinantie de Salla et de Collono”  tra le località che, all'interno della pieve d'Isola, avevano l'onere della manutenzione del tratto della via Regina compreso tra un determinato ponte di Colonno e la valle di Premonte.

Sempre inserita nella stessa pieve fino alla fine del Ducato di Milano, la località di Sala risulta formare un'unica entità comunale con la vicina Colonno anche nella prima metà del XVI secolo, periodo in cui il luogo viene così descritto da Paolo Giovio:
(Paolo Giovio, De chorographia Larii lacus)
Nel 1555 Sala era parte del feudo d'Isola (che a sua volta era già stato un territorio di quello di Colico), il quale lo stesso anno era stato infeudato da Antonio Maria Quadrio e successivamente passò ai conti Alberti. Nello stesso secolo, Sala disponeva ancora della propria fortificazione. Nel 1640 Sala e il resto della pieve vennero concesse in feudo dal re Filippo IV all'abate Marco Gallio di Como. Nel 1686, dopo la morte del marchese Giacomo Gallio rimasto senza discendenti, il feudo tornò nelle disponibilità della Regia Camera del Ducato di Milano. Nel 1751 il comune risulta ancora soggetto a un pagamento quindecennale per la redenzione dall'infeudazione. Nello stesso secolo, Sala ospitava una fabbrica di candele.
Un decreto di riorganizzazione amministrativa del Regno d'Italia napoleonico datato 1807 sancì, per il comune di Sala, l'annessione di Colonno e Ossuccio.
Successivamente all'unità d'Italia, il comune si chiamò semplicemente "Sala" fino al 1863, anno in cui un Regio Decreto sancì l'attuale denominazione.
Nel 1925 la frazione di San Bartolomeo venne trasferita dal comune di Sala a quello di Colonno. I due comuni, unitamente a quello di Ossuccio, dal 1928 al 1950 formarono un'unica entità amministrativa chiamata "Comune di Isola Comacina".

### Simboli
Lo stemma e il gonfalone sono stati concessi con decreto del presidente della Repubblica del 3 luglio 1962.
Il castello rosso rappresenta quello che esisteva nel Medioevo, posto su una striscia di terra al naturale simbolica dell'Isola Comacina, presso le acque del Lario. Le due spade simboleggiano le lotte feroci combattute per il possesso del castello e del territorio, tra Milanesi e Comaschi. La mitra verde ricorda che il paese fu tra i possedimenti del vescovo di Como, Leone Lambertenghi che ne ottenne l'investitura feudale dall'imperatore Adolfo di Nassau il 13 novembre 1296.
Il gonfalone è un drappo partito di rosso e di bianco.

## Monumenti e luoghi d'interesse

### Architetture religiose

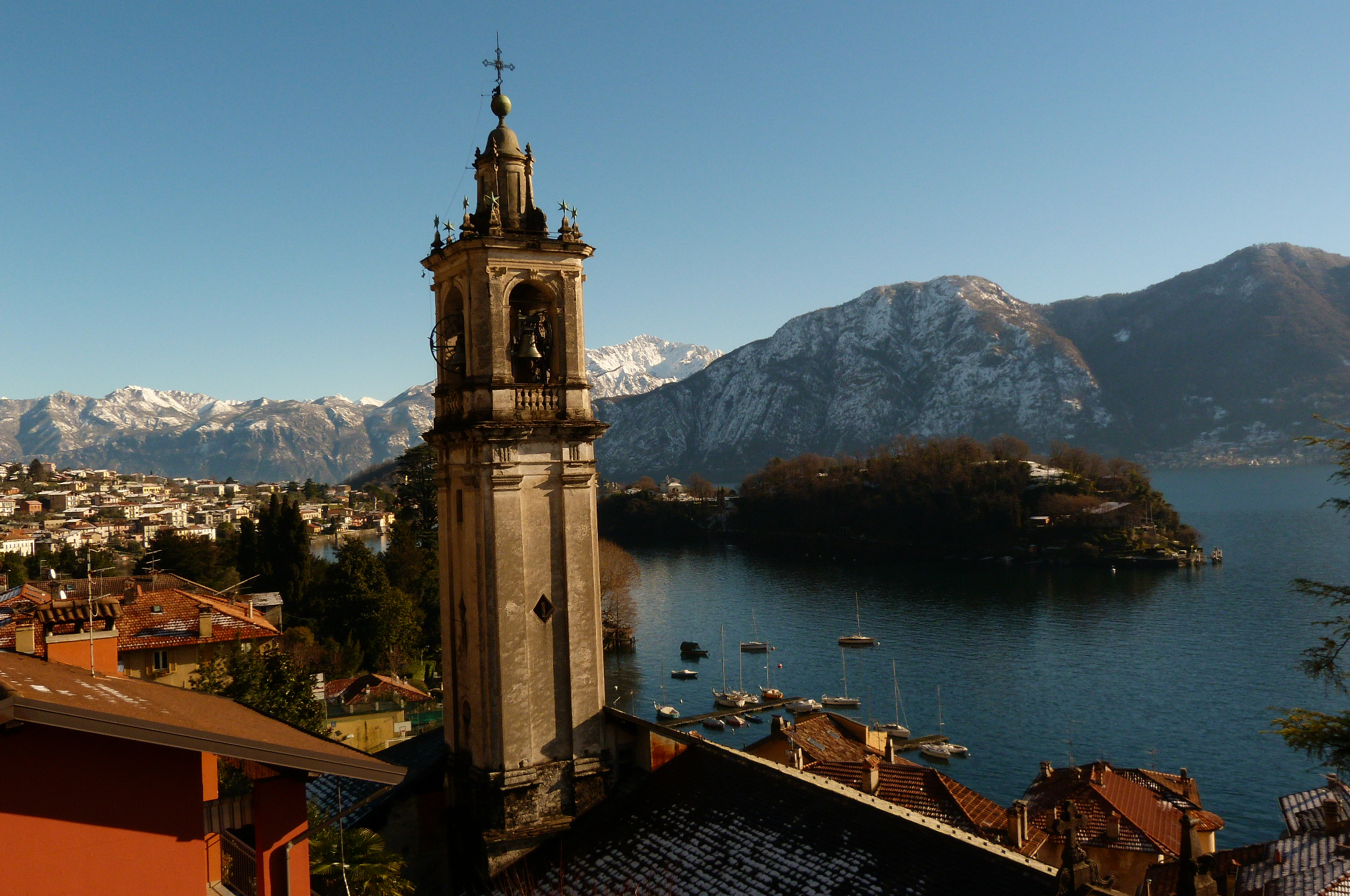
Il campanile della chiesa di S. Bartolomeo e, sullo sfondo, l'Isola Comacina

La principale architettura religiosa è la chiesa di San Bartolomeo, già esistente nel Medioevo. Di questo periodo si conservano un rilievo di un Crocefisso (XV secolo), nella parete esterna dell'abside, e tre affreschi del presbiterio (XIV secolo). Il presbiterio conserva inoltre una pala d'altare di Giovanni Mauro della Rovere (1640), oltre a un coro in legno dello stesso periodo. La volta ospita invece un affresco di Carlo Innocenzo Carloni.
Nel territorio comunale di Sala Comacina si trova inoltre la Cappella di San Rocco, già esistente nel XVI secolo.

### Architetture civili

#### Villa Rachele Beccaria
Una punta in prossimità della foce del torrente Premonte ospita Villa Beccaria (seconda metà del XVIII secolo).
Inserita in un parco progettato da Giuseppe Balzaretti, la villa appartenne, tra gli altri, a Giulio Beccaria (sepolto nel cimitero locale e figlio di Cesare, nonché zio del Manzoni) e a Cesare Cantù. La residenza è anche nota come "Villa Rachele", nome che rimanda a quello di due donne che, nel corso del tempo, divennero proprietarie dell'edificio. Se in un primo momento la villa finì nella mani di Rachele Beccaria - figlia del già citato Giulio - successivamente venne ereditata da Rachele de Marchi, consorte di Emilio de Marchi, il quale presso la villa scrisse la sua opera Col fuoco non si scherza.
Nel 1860, la villa fu soggetta a un intervento di ristrutturazione.

#### Altre architetture civili
- Casa del periodo romanico, dotata di piccolo balcone in legno e finestre a volta in sasso lavorato a mano, situata in Via Attilio Salice.[20]

### Altro
- Una Madonna con Bambino in Piazza Giacomo Matteotti e una Madonna con Angeli in Via Enrico Prestinari, grandi affreschi entrambi realizzati nel XII secolo.[20]
- Alcuni archi e qualche pezzo di muro della vecchia rocca.[5]

## Società

### Evoluzione demografica

#### Demografia pre-unitaria
- 1751: 430 abitanti[7]
- 1799: 467 abitanti[9]
- 1805: 478 abitanti[9]
- 1809: 1 160 abitanti (dopo l'annessione di Colonno e Ossuccio)[9]
- 1853: 575 abitanti[21]

#### Demografia post-unitaria
Abitanti censiti